# Condylostylus genualis
Condylostylus genualis är en tvåvingeart som först beskrevs av Aldrich 1901.  Condylostylus genualis ingår i släktet Condylostylus och familjen styltflugor. Inga underarter finns listade i Catalogue of Life.